# Origné
Origné ist eine französische Gemeinde mit 394 Einwohnern (Stand: 1. Januar 2022) im Département Mayenne in der Region Pays de la Loire; sie gehört zum Arrondissement Château-Gontier und zum Kanton Château-Gontier-sur-Mayenne-1. Die Einwohner der Gemeinde werden Orignéens genannt.

## Geographie
Origné liegt etwa 15 Kilometer südsüdöstlich von Laval. Der Fluss Mayenne begrenzt die Gemeinde im Osten. Umgeben wird Origné von den Nachbargemeinden Nuillé-sur-Vicoin im Norden, Entrammes im Osten und Nordosten, Villiers-Charlemagne im Südosten, Houssay im Süden sowie Quelaines-Saint-Gault im Westen.

## Bevölkerungsentwicklung
| Einwohner                  | 263 | 255 | 255 | 225 | 256 | 278 | 335 | 410 |
| Quellen: Cassini und INSEE |     |     |     |     |     |     |     |     |

## Sehenswürdigkeiten

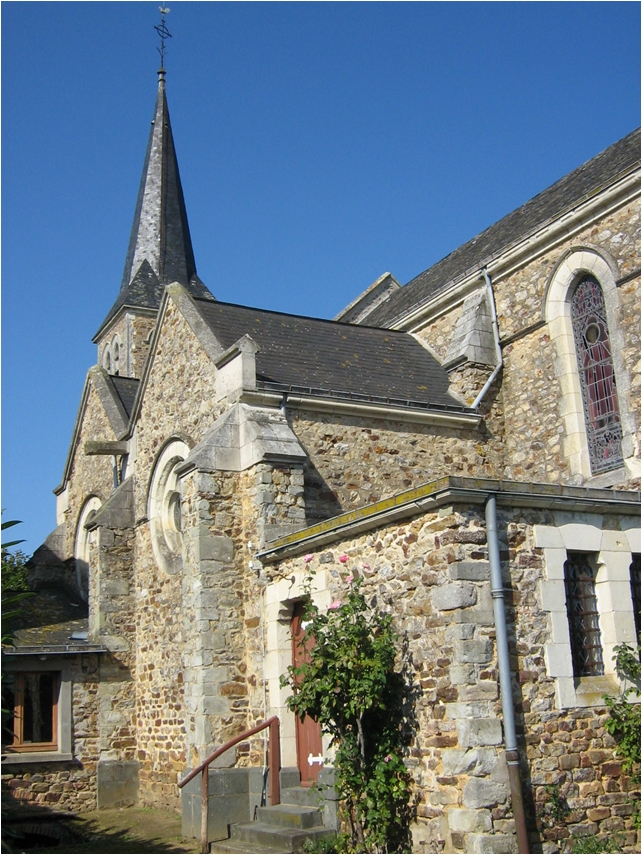
Kirche Saint-Étienne

- Kirche Saint-Étienne aus dem 19. Jahrhundert
- Kapelle Bioche
- Schloss La Roche, erbaut 1865 bis 1867